# Mercedes-Benz Classe GL (Type 164)
Le Mercedes-Benz Classe GL est un véhicule tout-terrain. Le terme américain pour ce type de voiture est SUV full-size. Le modèle a été présenté au public au Salon international de l'automobile d'Amérique du Nord (NAIAS) à Détroit en janvier 2006 et les livraisons ont commencé en octobre 2006. 
Le Classe GL (désignation interne X 164) est techniquement étroitement lié au Classe M (W 164). Comme le Classe R (Type 251), le véhicule était produit par Mercedes-Benz US International à Vance, près de Tuscaloosa, en Alabama, aux États-Unis. Le GL était équipé, en option, d'une troisième rangée de sièges et donc de places pour sept personnes. En novembre 2012, la deuxième génération du Classe GL est arrivée sur le marché.

## Lifting

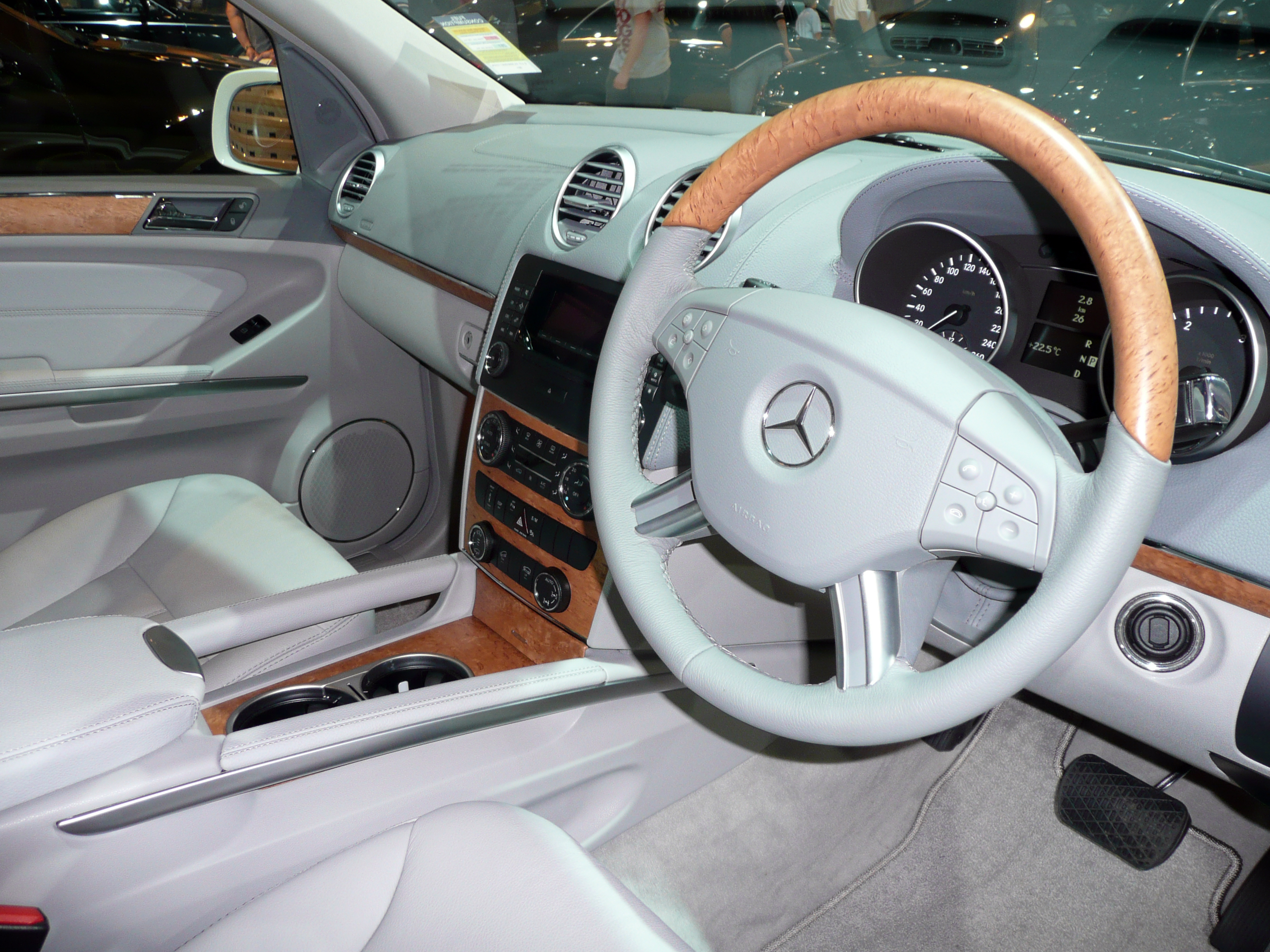
Tableau de bord, conduite à droite (2006—2009).

Au Salon de l'automobile de New York de 2009, des modèles techniquement et optiquement révisés ont été présentés puis vendus à partir de juin 2009. Le 320 CDI est devenu un modèle BlueEFFICIENCY et, comme tous les autres modèles 320 de Mercedes, il a été renommé 350. Le 420 CDI est devenu le 450 CDI. De plus, depuis le lifting, le moteur du GL 350 BlueTEC, qui répond à la norme d'émissions Euro 6, est également utilisé en Allemagne. Le modèle BlueTEC avait déjà été testé avec succès aux États-Unis. De plus, le GL peut désormais être équipé des systèmes d'assistance des Classe S et Classe E, dont l'Intelligent Light System et les appui-tête actifs. 
Un nouveau pare-chocs, une protection inférieure chromée redessinée à l'avant et à l'arrière, une nouvelle calandre et des feux antibrouillard et diurnes reliés les uns aux autres par une bande chromée ont été ajoutés pour l'apparence. Depuis lors, il y a également eu des jantes dans des tailles comprises entre 18 et 21 pouces et des tuyaux d'échappement chromés révisés. Lors du lifting, l'attelage de remorque a été placé de manière invisible derrière le tablier arrière et il peut être déplié si nécessaire. Les feux arrière ont également reçu un nouveau design. À l'intérieur, Mercedes a changé le tableau de bord et le volant multifonction est de série. Depuis lors, tous les modèles GL sont équipés de série de sièges en cuir Artico avec surpiqûres contrastées. Le modèle haut de gamme, le GL 500, est équipé de série de housses de siège en cuir nappa.

## Modèle spécial Grand Edition
Dès l'été 2011, à la fin du cycle de production du X 164, Mercedes-Benz propose le modèle spécial Grand Edition. À l'avant, cela se caractérise par des phares assombris, un pare-chocs modifié avec une prise d'air continue, des feux de jour à LED et une calandre agrandie, comme celle du GL 550, avec trois lamelles peintes en noir et un logo Mercedes-Benz agrandi. Les marche-pieds latéraux en aluminium sont caractéristiques de ce modèle spécial. L'arrière reçoit des placages d'échappement divisés. L'intérieur de ce modèle diffère également de celui des autres modèles : les options incluent un intérieur en cuir bicolore et un système de pédalier sport. Le Grand Edition est équipé de série d'un réducteur et d'une suspension pneumatique réglable en hauteur.

## Nombre d'unités
De 2006 à avril 2011, 160 000 véhicules ont été vendus dans le monde.

## Galerie

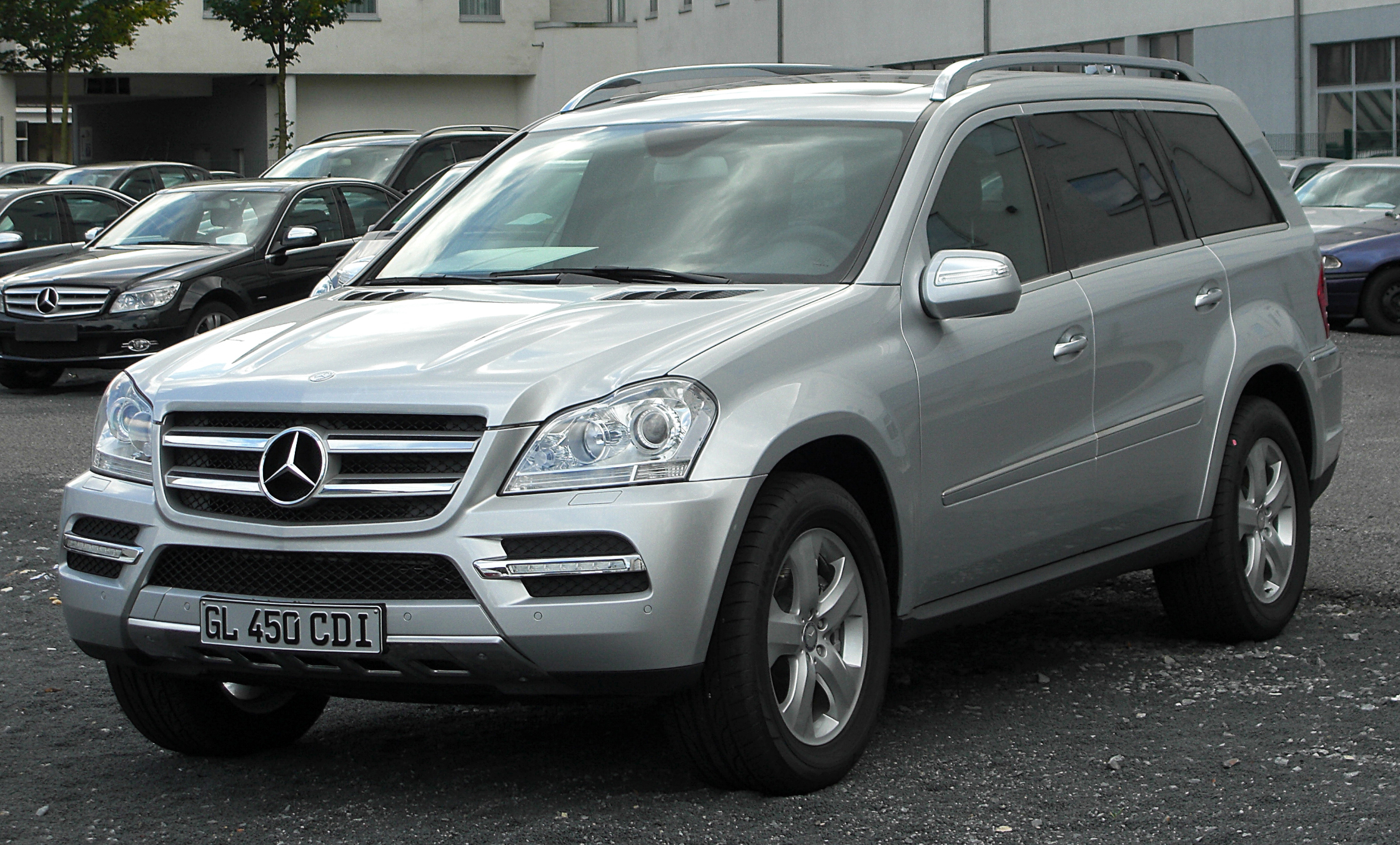
GL 450 CDI 4MATIC (2009–2012).
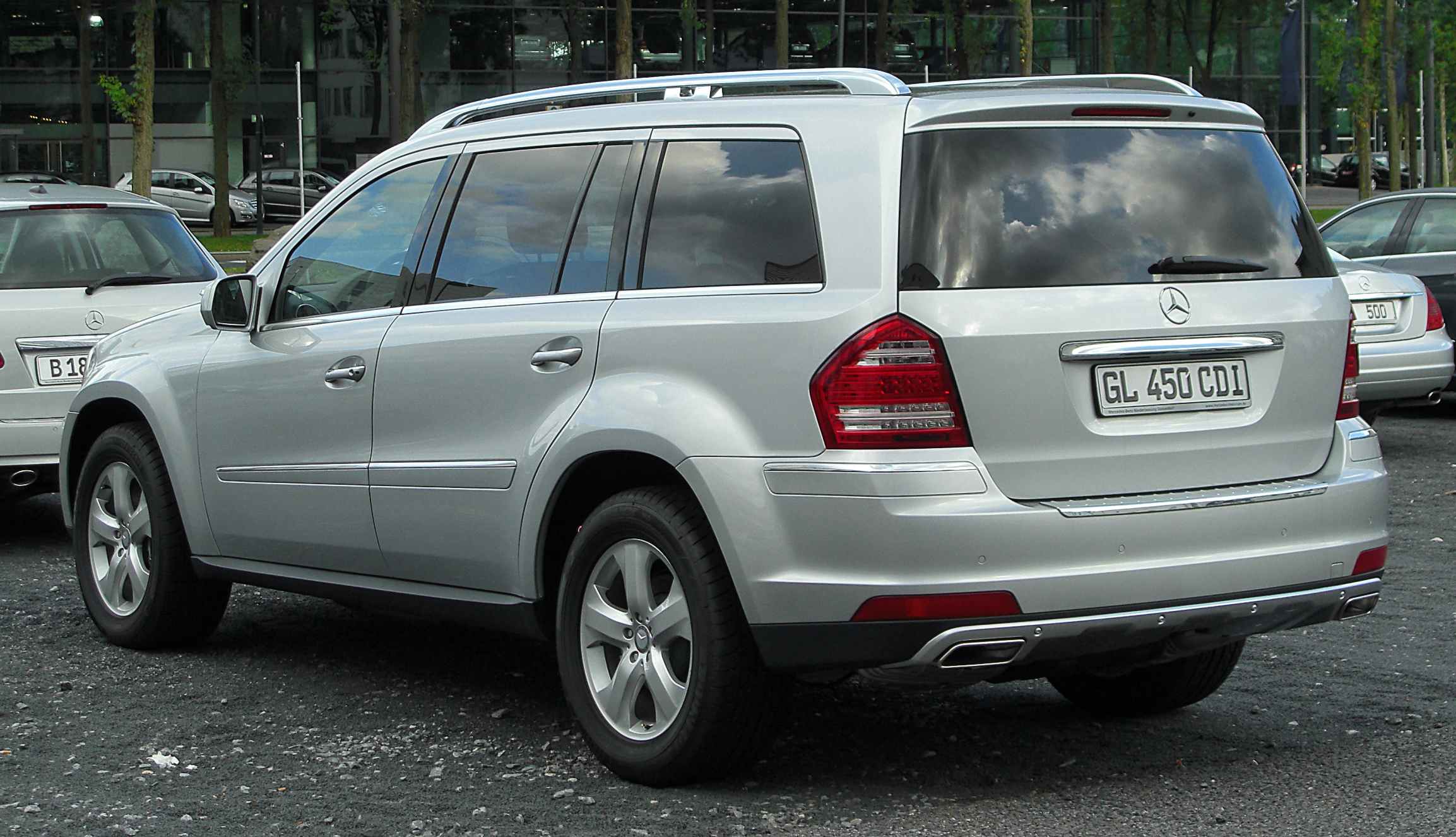
GL 450 CDI 4MATIC, vue arrière.
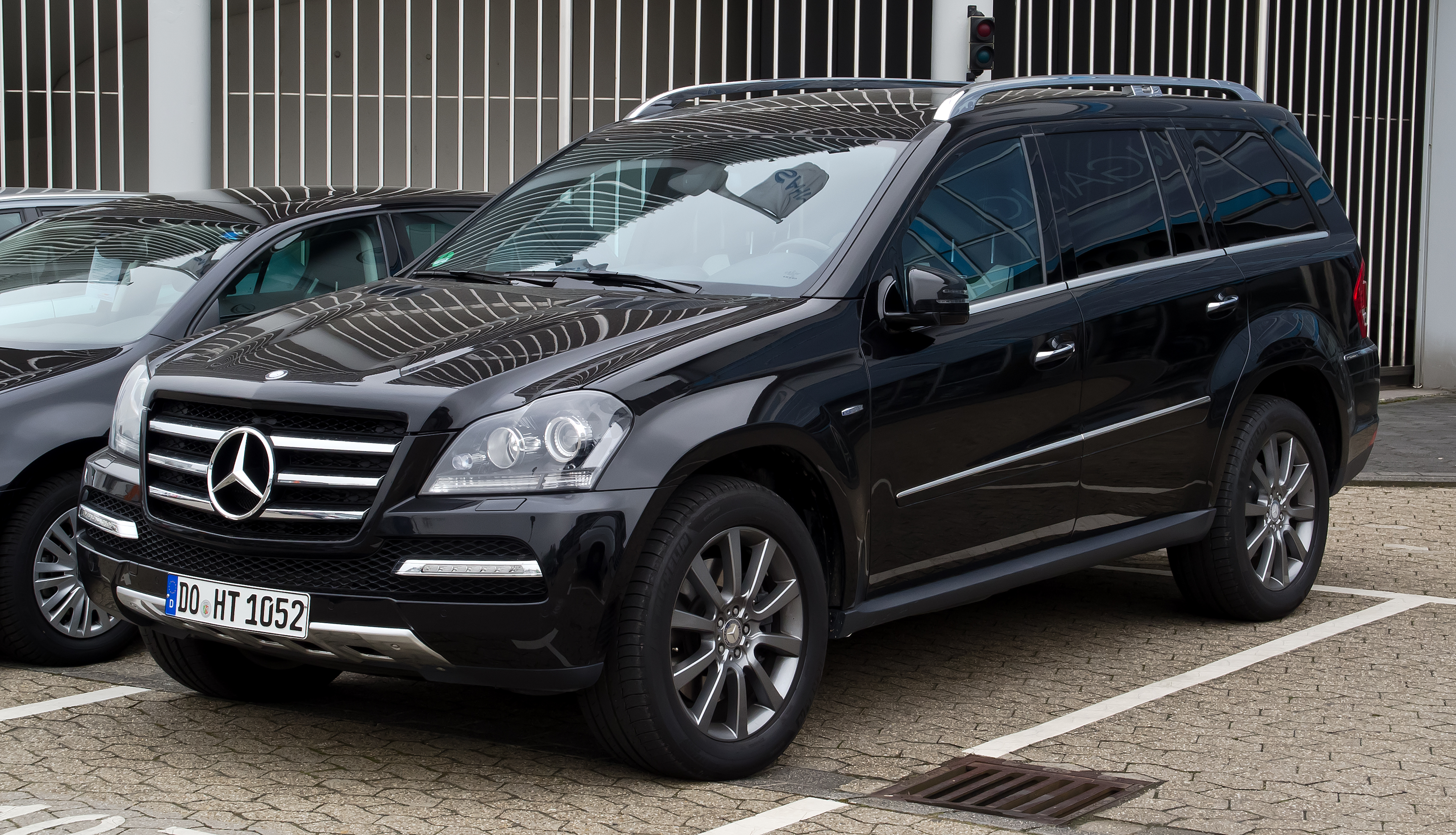
GL 350 CDI 4MATIC BlueEFFICIENCY Grand Edition (2011–2012).
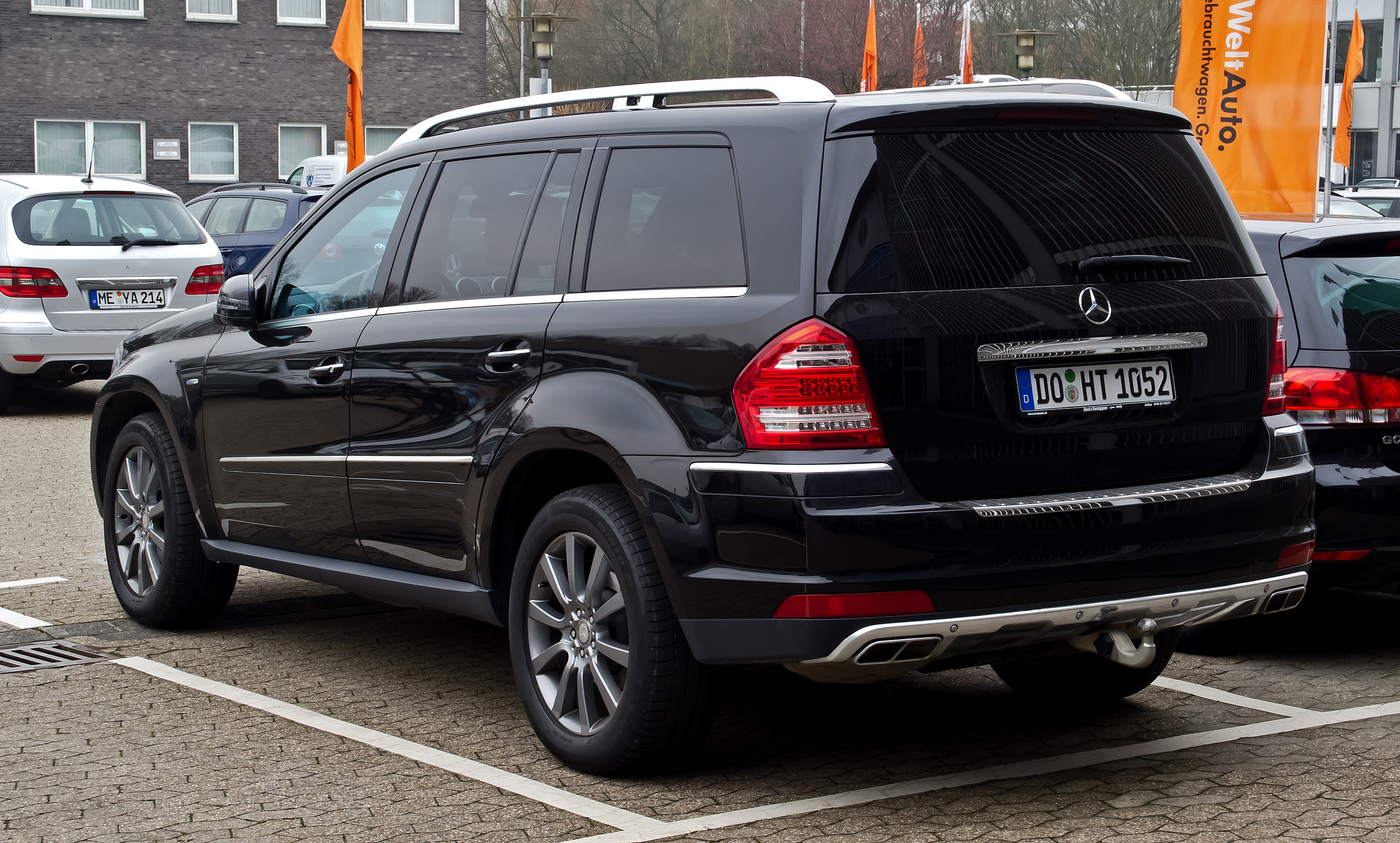
, GL 350 CDI 4MATIC BlueEFFICIENCY Grand Edition, vue arrière.